# Edgar Davids
Edgar Steven Davids (Paramaribo, Suriname, 1973. március 13. –) holland válogatott labdarúgó, edző.

## Játékos pályafutása

### Klubcsapatokban

#### AFC Ajax
Davids a profi labdarúgó pályafutását az Ajaxnál kezdte a holland bajnokságban, 1991-ben. Szeptember 6-án debütált a csapatban az RKC Waalwijk elleni 5-1-gyel győzelemmel zárult mérkőzésen. Három holland bajnoki címhez, 1992-ben UEFA-kupa-, 1995-ben Bajnokok Ligája-győzelemhez segítette az amszterdami klubot. Az Ajaxnál eltöltött ideje alatt kapta a Pitbull becenevet edzőjétől, Louis van Gaal-tól játékstílusa miatt. A csapatban olyan hírességekkel játszott mint Dennis Bergkamp, Frank de Boer, Frank Rijkaard, Edwin van der Sar, Patrick Kluivert és Marc Overmars. Az Ajax ekkori felállását nevezik csikócsapatnak. 1995-ben Davids és az Ajax megnyerték a holland bajnokságot és a Bajnokok Ligáját is.

#### AC Milan
1996-ban igazolt a AC Milan együttesébe, ingyen. Davids ezen időszaka elég terméketlen volt. Keveset, és elég sokszor rosszul játszott, ráadásul a szezon végére teljesen kedvetlen lett. Tovább rontotta a helyzetet, hogy sérülést is szerzett, egy bajnoki találkozón ugyanis lábszártörést szenvedett. A soron következő Világbajnokságra (1998) visszanyerte formáját, a válogatott a negyedik helyen végzett, ő pedig bekerült az Álomcsapatba. A torna után azonban megint csak szenvedett a Milan együttesénél. A klub vezetősége arra jutott hogy eladják.

#### FC Juventus
A Juventus-nál visszatért a rendes kerékvágásba a karrierje. Egyből a csapat kezdőjébe került, háromszoros bajnok lett, egyszer eljutott a BL-döntőbe is. 2003 őszén már nem játszott csúcsformában, és sokszor csak a kispadon jutott neki hely. Télen nem volt hajlandó meghosszabbítani a szerződését, ezért a klub kölcsönadta.

#### FC Barcelona
Davids edzője a FC Barcelonánál, a korábbi Ajax-beli csapattársa Frank Rijkaard lett. Jól jött a klubnak az érkezése, mert az ősz folyamán elég gyengén teljesítettek, és Xavi mellé kellett még egy védekező középpályás. Viszonylag hamar beilleszkedett a csapatba, és kitűnően játszott. Lejáró szerződése miatt a nyáron ismét új klubot keresett.

#### FC Internazionale
A nyár folyamán még az Internazionale-val és az Milannal is tárgyalt, végül az Interhez írt alá három évre. Az olasz csapatnál voltak jó meccsei, teljesítménye inkább felemásnak volt mondható. Folyamatosan versengenie kellett a kezdőben maradásért, ezért a távozás mellett döntött.

#### Tottenham Hotspur
Davidsnak régi vágya volt, hogy egyszer a Premier League-ben játsszon. A Tottenham Hotspur-nél pedig tárt karokkal vártak rá, és azt remélték, hogy nagyot fog lendíteni a csapaton. A klub a bajnokságban az ötödik helyezést szerezte meg, amiben Davids elég nagy szerepet vállalt. Az év végén az Ajax bejelentette igényét Davids iránt, a transzfer azonban csak egy év múlva valósult meg.

#### AFC Ajax
A 2007-es év elején legelső profi csapatához, az Ajaxhoz szerződött vissza. Első mérkőzését a rivális Feyenoord ellen játszotta február 4-én. Bajnokságot nem sikerült nyerjen a csapatával, de a Holland Kupa döntőjében tizenegyesekkel legyőzték az AZ csapatát. Mikor értesült róla, hogy a klubcsapat élére a következő szezonban Marco van Basten fog kerülni, nem hosszabbította meg a szerződését, így Davids szabadon igazolhatóvá vált.

#### Klub nélkül a Pitbull
Az Ajaxtól való távozása után sokáig nem lehetett hallani róla semmit. Decemberben az Óceánia All Star-válogatott a Los Angeles Galaxyval játszott gálameccset, ott lépett színre. Az év végén argentin klubcsapatokkal konzultált, a Boca Juniors és River Plate, a két legnevesebb hazai csapat is érdeklődött iránta a legintenzívebben. Ugyanekkor az Ajax Cape Town is felajánlott neki egy szerződést, amit visszautasított.

#### Crystal Palace
2010. augusztus 20-án az angol Crystal Palace csapatához igazolt.

### Válogatott
Davids a holland labdarúgó-válogatott játékosa 1994. április 20-án  debütált a felnőtt válogatottban Írország ellen.
Játszott az 1998-as világbajnokságon Franciaországban. Egyik legfontosabb mérkőzése a vb nyolcaddöntőjében volt Jugoszlávia ellen. Ő szerezte a győztes gólt a mérkőzés legutolsó percében, így a holland válogatott továbbjutott a negyeddöntőbe. Davids a torna végén bekerült a vb All Star csapatába. Játszott továbbá a 2000-es és a 2004-es Európa-bajnokságon is. Áldozatul esett Marco van Basten radikális fiatalítási politikájának, amit a válogatottban folytatott. 2005-től egyre kevesebb játéklehetőséget kapott, majd érthetetlen módon, az akkor még jó formában lévő Davidsot van Basten nem nevezte a 2006-os Világbajnokságra utazó keretbe. Davids viszonya ez időben romlott meg edzőjével, aki miatt később az Ajaxot is otthagyta.

## Sikerei, díjai
- Holland bajnok: 1994, 1995, 1996
- Holland Kupa-győztes: 1993, 2007
- Holland Szuperkupa-győztes: 1993, 1994, 1995, 2007
- Olasz bajnok: 1998, 2002, 2003
- Olasz Szuperkupa-győztes: 2002, 2003
- Olasz Kupa-győztes: 2005
- UEFA-kupa győztes: 1992
- UEFA-bajnokok ligája-győztes: 1995
- UEFA Szuperkupa-győztes: 1995
- Interkontinentális kupa-győztes: 1995

### Játékos statisztikái

#### Klubcsapatokban
| Klub              | Szezon           | League             | League | League | Nemzeti kupa | Nemzeti kupa | Ligakupa | Ligakupa | Nemzetközi kupa | Nemzetközi kupa | Egyéb | Egyéb | Összesen | Összesen |
| Klub              | Szezon           | Bajnokság          | Mérk.  | Gólok  | Mérk.        | Gólok        | Mérk.    | Gólok    | Mérk.           | Gólok           | Mérk. | Gólok | Mérk.    | Gólok    |
| ----------------- | ---------------- | ------------------ | ------ | ------ | ------------ | ------------ | -------- | -------- | --------------- | --------------- | ----- | ----- | -------- | -------- |
| Ajax              | 1991–92          | Eredivisie         | 13     | 2      | –            | –            | –        | –        | 3               | 0               | –     | –     | 16       | 2        |
| Ajax              | 1992–93          | Eredivisie         | 28     | 4      | 5            | 5            | –        | –        | 8               | 3               | –     | –     | 41       | 12       |
| Ajax              | 1993–94          | Eredivisie         | 15     | 2      | 1            | 0            | –        | –        | 5               | 2               | –     | –     | 21       | 4        |
| Ajax              | 1994–95          | Eredivisie         | 22     | 5      | 2            | 0            | –        | –        | 7               | 0               | –     | –     | 31       | 5        |
| Ajax              | 1995–96          | Eredivisie         | 28     | 7      | 6            | 0            | –        | –        | 11              | 1               | –     | –     | 45       | 8        |
| Ajax              | Összesen         | Összesen           | 106    | 20     | 14           | 5            | 0        | 0        | 34              | 6               | 0     | 0     | 154      | 31       |
| Milan             | 1996–97          | Serie A            | 15     | 0      | –            | –            | –        | –        | 4               | 1               | –     | –     | 19       | 1        |
| Milan             | 1997–98          | Serie A            | 4      | 0      | 6            | 1            | –        | –        | –               | –               | –     | –     | 10       | 1        |
| Milan             | Összesen         | Összesen           | 19     | 0      | 6            | 1            | 0        | 0        | 4               | 1               | 0     | 0     | 29       | 2        |
| Juventus          | 1997–98          | Serie A            | 20     | 1      | 9            | 1            | –        | –        | 5               | 0               | –     | –     | 34       | 2        |
| Juventus          | 1998–99          | Serie A            | 27     | 2      | 6            | 1            | –        | –        | 9               | 0               | –     | –     | 42       | 3        |
| Juventus          | 1999–00          | Serie A            | 27     | 1      | 11           | 2            | –        | –        | 4               | 0               | –     | –     | 42       | 3        |
| Juventus          | 2000–01          | Serie A            | 26     | 1      | 4            | 0            | –        | –        | 5               | 0               | –     | –     | 35       | 1        |
| Juventus          | 2001–02          | Serie A            | 28     | 2      | 2            | 0            | –        | –        | 9               | 0               | –     | –     | 39       | 2        |
| Juventus          | 2002–03          | Serie A            | 26     | 1      | –            | –            | –        | –        | 15              | 1               | –     | –     | 41       | 2        |
| Juventus          | 2003–04          | Serie A            | 5      | 0      | –            | –            | –        | –        | 5               | 0               | –     | –     | 10       | 0        |
| Juventus          | Összesen         | Összesen           | 159    | 8      | 32           | 4            | 0        | 0        | 52              | 1               | 0     | 0     | 243      | 13       |
| Barcelona         | 2003–04          | La Liga            | 18     | 1      | –            | –            | –        | –        | –               | –               | –     | –     | 18       | 1        |
| Internazionale    | 2004–05          | Serie A            | 14     | 0      | 4            | 0            | –        | –        | 5               | 0               | –     | –     | 23       | 0        |
| Tottenham Hotspur | 2005–06          | Premier League     | 31     | 1      | –            | –            | –        | –        | –               | –               | –     | –     | 31       | 1        |
| Tottenham Hotspur | 2006–07          | Premier League     | 9      | 0      | –            | –            | 3        | 0        | 1               | 0               | –     | –     | 13       | 0        |
| Tottenham Hotspur | Összesen         | Összesen           | 40     | 1      | 0            | 0            | 3        | 0        | 1               | 0               | 0     | 0     | 44       | 1        |
| Ajax              | 2006–07          | Eredivisie         | 11     | 1      | 3            | 0            | –        | –        | –               | –               | 3     | 0     | 17       | 1        |
| Ajax              | 2007–08          | Eredivisie         | 14     | 0      | –            | –            | –        | –        | –               | –               | 3     | 0     | 17       | 0        |
| Ajax              | összesen         | összesen           | 25     | 1      | 3            | 0            | 0        | 0        | 0               | 0               | 6     | 0     | 34       | 1        |
| Crystal Palace    | 2010–11          | Championship       | 6      | 0      | –            | –            | 1        | 0        | –               | –               | –     | –     | 7        | 0        |
| Barnet            | 2012–13          | League Two         | 28     | 1      | 1            | 0            | 0        | 0        | –               | –               | –     | –     | 29       | 1        |
| Barnet            | 2013–14          | Conference Premier | 8      | 0      | 1            | 0            | 0        | 0        | –               | –               | –     | –     | 9        | 0        |
| Barnet            | Összesen         | Összesen           | 36     | 1      | 2            | 0            | 0        | 0        | 0               | 0               | 0     | 0     | 38       | 1        |
| Karrier összesen  | Karrier összesen | Karrier összesen   | 423    | 32     | 61           | 10           | 4        | 0        | 96              | 8               | 6     | 0     | 590      | 50       |

#### A Válogatottban
| Hollandia |       |       |
| Év        | Mérk. | Gólok |
| 1994      | 1     | 0     |
| 1995      | 4     | 0     |
| 1996      | 4     | 0     |
| 1997      | 0     | 0     |
| 1998      | 11    | 1     |
| 1999      | 6     | 3     |
| 2000      | 12    | 0     |
| 2001      | 6     | 0     |
| 2002      | 6     | 2     |
| 2003      | 9     | 0     |
| 2004      | 14    | 0     |
| 2005      | 1     | 0     |
| Összesen  | 74    | 6     |

#### Góljai a válogatottban
| Gól | Dátum               | Helyszín                                   | Ellenfél         | Gól | Végeredmény | Verseny                            |
| --- | ------------------- | ------------------------------------------ | ---------------- | --- | ----------- | ---------------------------------- |
| 1.  | 1998. június 29.    | Stadium Municipal, Toulouse, Franciaország | Jugoszlávia      | 2–1 | 2–1         | 1998-as világbajnokság             |
| 2.  | 1999. március 31.   | Johan Cruijff Arena, Amszterdam, Hollandi  | Argentína        | 1–0 | 1–1         | Barátságos mérkőzés                |
| 3.  | 1999. szeptember 4. | Feijenoord Stadion, Rotterdam, Hollandia   | Belgium          | 1–2 | 5–5         | Barátságos mérkőzés                |
| 4.  | 1999. szeptember 4. | Feijenoord Stadion, Rotterdam, Hollandia   | Belgium          | 2–2 | 5–5         | Barátságos mérkőzés                |
| 5.  | 2002. augusztus 21. | Ullevaal Stadion, Oslo, Norvégia           | Norvégia         | 1–0 | 1–0         | Barátságos mérkőzés                |
| 6.  | 2002. szeptember 7. | Philips Stadion, Eindhoven, Hollandia      | Fehéroroszország | 1–0 | 3–0         | 2004-es Európa-bajnokság-selejtező |

### Edzői statisztikai
Legutóbb 2014. január 18-án lett frissítve.
| Csapat   | Nemzet   | –tól              | –ig              | Mérleg     | Mérleg | Mérleg | Mérleg | Mérleg |
| M        | GY       | D                 | V                | Győzelem % |        |        |        |        |
| -------- | -------- | ----------------- | ---------------- | ---------- | ------ | ------ | ------ | ------ |
| Barnet   | angol    | 2012. október 11. | 2014. január 18. | 68         | 25     | 18     | 25     | 36.76  |
| összesen | összesen | összesen          | összesen         | 68         | 25     | 18     | 25     | 36.76  |

## Kapcsolódó szócikk
- Doppingvétség miatt eltiltott sportolók listája